# Federalno ministarstvo unutarnjih poslova
Federalno ministarstvo unutarnjih poslova (kraće FMUP) je tijelo državne uprave u Federaciji Bosne i Hercegovine. Nastalo je Daytonskim sporazumom kada su nadležnosti ministarstva unutarnjih poslova BiH podjeljena entitetima i lokalnim ministarstvima.
Osnovni dokumenti koji reguliraju rad ministarstva su:
- Zakon o unutrašnjim poslovima FBiH
- Zakon o izmjenama i dopunama Zakona o unutrašnjim poslovima FBiH
- Uredba o činovima i oznakama činova u Federalnoj policiji i zvanjima ovlaštenih službenih poslova u FMUP-u
- Uredba o dopuni uredbe o jedinstvenoj federalnoj uniformi policije FBiH
- Uredba o naoružanju i opremi federalne policije i drugih službenika FMUP-a
- Pravilnik o unutrašnjoj organizaciji FMUP-a.

Aktualni ministar je Ramo Isak.

## Vanjske poveznice
- Službene stranice Federalnog MUP-a